# Velitelství vzdušných sil
Velitelství vzdušných sil je štábní jednotka stojící v čele Vzdušných sil Armády České republiky. Velitelství vzdušných sil je spolu s Velitelstvím pozemních sil součástí Generálního štábu AČR v Praze. Jeho hlavním úkolem je zajištění výcviku, výstavby a operační přípravy útvarů vzdušných sil. Organizačně je členěno na velení, osobní štáb, inspektorát bezpečnosti letů, operační odbor, odbor bojové přípravy, odbor plánování, odbor logistiky, odbor zabezpečení letectva a odbor zabezpečení velení.

## Historie
Velitelství vzniklo 1. ledna 1993 pod názvem Velitelství letectva a protivzdušné obrany. Dne 1. července 1997 došlo ke sloučení 3. sboru taktického letectva a 4. sboru protivzdušné obrany a vytvoření Velitelství vzdušných sil ve Staré Boleslavi. Letectvo tak začalo fungovat jako samostatná složka Armády České republiky. Od roku 2003 však bylo začleněno pod velitelství Společných sil AČR. Ke dni 1. července 2013 došlo na základě závěrů Bílé knihy o obraně k obnovení samostatného velitelství v návaznosti na zrušení společných sil.
Přehled vývoje názvu velitelství:
- Velitelství letectva a protivzdušné obrany (1993)
- Štáb letectva a protivzdušné obrany Armády České republiky (1993–1997)
- Velitelství vzdušných sil (1997–2003)
- Velitelství společných sil (2003–2013): ZV – velitel vzdušných sil
- Velitelství vzdušných sil (od roku 2013)

## Seznam velitelů
Seznam velitelů Vzdušných sil Armády České republiky – je uvedena vždy nejvyšší hodnost, které daný velitel dosáhl v uvedeném funkčním období.
- Velitelství letectva a protivzdušné obrany
  - Generálmajor Jan Ploc (1. ledna 1993 – 31. října 1993)[2]

- Štáb letectva a protivzdušné obrany Armády České republiky
  - Generálmajor Pavel Štrůbl (1. listopadu 1993 – 30. června 1997)[3]

- Velitelství vzdušných sil

Velitelství vzdušných sil

  - Generálporučík Ladislav Klíma (1. července 1997 – 30. září 2001)
  - Generálporučík František Padělek (1. října 2001 – 16. prosince 2002)
  - Brigádní generál Jan Vachek (17. prosince 2002 – 20. října 2003)[4]
  - Brigádní generál Ladislav Minařík (14. října 2003 – 30. listopadu 2003)

- Velitelství společných sil: zástupce velitele společných sil – velitel vzdušných sil
  - Generálmajor Ladislav Minařík (1. prosince 2003 – 28. února 2009)
  - Brigádní generál Jiří Verner (1. března 2009 – 31. května 2013)
  - Plukovník gšt. Libor Štefánik (1. června – 30. června 2013)

- Velitelství vzdušných sil
  - Brigádní generál Libor Štefánik (1. července 2013 – 27. července 2016)
  - Generálmajor Jaromír Šebesta (28. července 2016 – 30. dubna 2018)
  - Generálmajor Petr Hromek (1. května 2018 – 31. října 2020)
  - Generálmajor Petr Mikulenka (1. listopad 2020 – 31. října 2022)
  - Generálmajor Petr Čepelka (1. listopad 2022 – dosud)